# علم النباتات القديمة

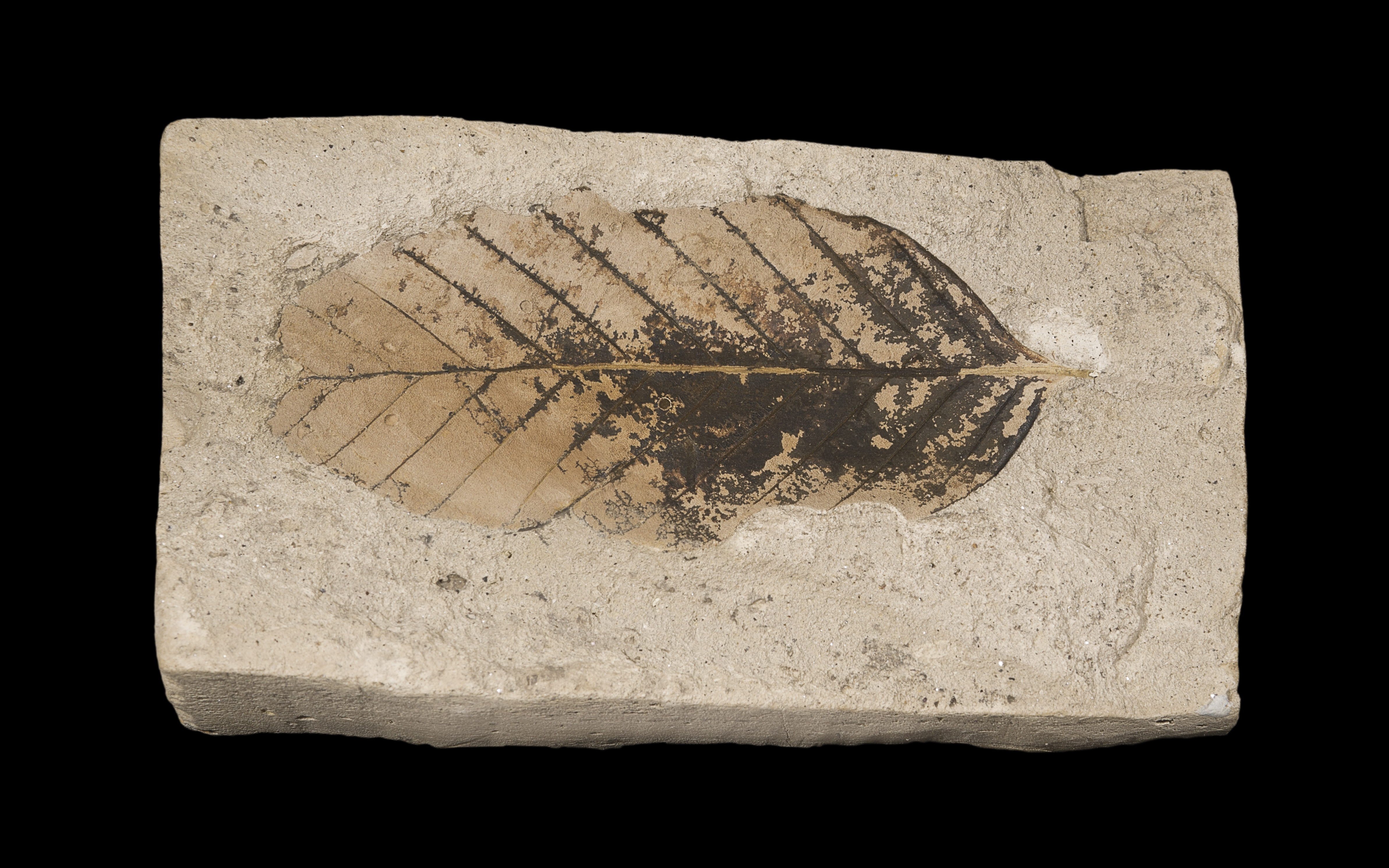
أحفورية لورقة نبات وجدت في فرنسا، عمرها حوالي 3 مليون سنة.

علم النباتات القديمة هو فرع من علم الحفريات أو علم الحفريّات القديمة الذي يتعامل مع استرداد وتحديد هويّة بقايا النباتات من السياقات الجيولوجيّة، واستخدامها للبيولوجيا من أجل إعادة بناء البيئات الماضية (علم الحفريات القديمة)، وكل من التاريخ التطوريّ للنباتات، مع التأثير على تطوّر الحياة بشكل عام. يشمل هذا العلم دراسة أحافير النباتات الأرضيّة، وكذلك دراسة المحرّضات الضوئيّة البحريّة قبل التاريخ، مثل الطحالب الضوئيّة والأعشاب البحريّة. من العلوم المرتبطة بعلم النباتات القديمة هو علم الطلع الذي يدرس حبوب الطلع واللقاح المتحجّرة.
علم النباتات القديمة مهمّ في إعادة بناء النظم الإيكولوجيّة القديمة والمناخ، والمعروفة باسم علم البيئة القديمة وعلم المناخ القديم؛ وهو ضروري لدراسة تطوّر النبات الأخضر.
تم اعتبار هذا العلم كنظام علمي في أوائل القرن التاسع عشر، وخاصّةً في أعمال عالم الحفريّات الألماني إرنست فريدريش بارون فون شلوتهايم، والباحث كاسبار ماريا فون سترنبرغ، وعالم النبات الفرنسي أدولف ثيودور برونيار.

## نظرة عامة على السجل القديم
تم العثور على البقايا التي يمكن رؤيتها بالعين المجرّدة للنباتات الوعائيّة الحقيقيّة في السجل الأحفوري في الصخور الأحفوريّة لأول مرّة خلال الفترة السيلوريّة للعصر القديم. تمّ العثور على بعض الأحافير المشتّتة والمجزّأة ذات الألفة المتنازع عليها، وخاصّةً الجراثيم في العصر الأوردوفيشي في عُمان، ويعتقد أنّها مشتقّة من النباتات الأحفوريّة المصاحبة للطحالب.
تعتبر رواسب ريني نشيرت من الأراضي المحليّة التي وجدت فيها بعض الأحافير النباتيّة المبكّرة المهمّة، والتي توجد خارج قرية ريني في اسكتلندا. ريني تشيرت عبارة عن رواسب مبكّرة من الينابيع الحارّة مكوّنة بشكل رئيسي من السيليكيات. إنها استثنائيّة بسبب الحفاظ على العديد من الواجهات المختلفة للنبات، من النباتات الحزازيّة والنباتات الذئبيّة. توجد أيضاً العديد من الحيوانات الأحفوريّة في تلك الرواسب، بما في ذلك مفصليّات الأرجل والعنكبيّات.
تصبح الأحفوريّات الكبيرة المشتقّة من النباتات وفيرة في العصر الدفيونيّ المتأخر، وتشمل جذوع الأشجار والسعف والجذور. كان يعتقد أن الشجرة القديمة هي سرخس عتيق، بسبب ما تحمله من أوراق بسيطة تشبه السرخس ومرتبّة بشكل حلزوني على فروع أعلى جذع بشكل مشابه للصنوبريّات، على الرغم من أنها معروفة اليوم باسم الـ«وتيازة» المكتشفة حديثاً.
تحتوي رواسب مستنقعات الفحم التي كانت موجودة على نطاق واسع في جميع أنحاء أمريكا الشمالية وأوروبا خلال الفترة الكربونيّة على ثروة من الحفريّات التي تحتوي على أشجار يصل طولها إلى 30 متراً وبذور نباتيّة وفيرة مثل الصنوبريّات وسرخسيّات البذور وعدد لا يحصى من النباتات العشبيّة الأصغر.
تطوّرت كاسيات البذور (النباتات المزهرة) خلال الدهر الوسيط، وتظهر لقاح النباتات المزهرة وأوراقها لأول مرّة خلال العصر الطباشيري المبكّر منذ نحو 130 مليون سنة.

## حفريّات النبات
الحفريّة النباتيّة هي أي جزء محفوظ من نبات مات منذ فترة طويلة. قد تكون مثل هذه الحفريّات مجرّد انطباعات لننباتات ما قبل التاريخ والتي قد تعود إلى ملايين السنين، أو أجزاء من الفحم لا يتجاوز عمرها مئات السنين. النباتات من فترة ما قبل التاريخ هي مجموعات مختلفة من النباتات التي عاشت قبل التاريخ المسجّل (قبل 3500 قبل الميلاد).

### الحفاظ على الحفريّة النباتيّة
يمكن الحفاظ على أحافير النباتا بعدّة طرق، يمكن لكل منها إعطاء أنواع مختلفة من المعلومات حول النيات الأصليّ. كما تناقش أنماط الحفظ المختلفة هذه في الأبحاث لاعامّة الخاصة بالحفريات، ولكن يمكن تلخيصها في سياق الكائنات الحيّة القديمة على النحو التالي.
1. الانضغاطات والانطباعات: هذه الطريقة هي الأكثر شيوعاً بين الأحافير النباتيّة. حيث أنّها توفّر التفاصيل المورفولوجيّة بشكل جيّد، ولاسيّما أجزاء النبات المسطّحة كالأوراق. إذا تمّ الحفاظ عليها، فإنها يمكن أن تسفر أيضاً عن التفاصيل التشريحيّة الدقيقة للورقة. يتم الاحتفاظ عادةً بالقليل من التفاصيل الأخرى للتشريح الخلويّ.

1. التحجّر (التمعدن أو الحفريّات المحفوظة تشريحيّاً): توفر هذه الطريقة التفاصيل الدقيقة لتشريح الخليّة للانسجة النباتيّة. يمكن أيضاً تحديد التفاصيل المورفولوجيّة عن طريق المقطع التسلسلي، لكن هذا يستغرق وقتاً طويلاً.

1. القولبة: تميل هذه الطريقة فقط إلى الحفاظ على الأجزاء النباتيّة الأكثر قوّة مثل البذور والسيقان الخشبيّة. يمكن لأحافير هذه الطريقة تقديم معلومات حول الشكل ثلاثي الأبعاد للنبات، وفي حالة قوالب جذوع الأشجار يمكن أن توفّر دليلاً على كثافة الغطاء النباتيّ الأصليّ. ومع ذلك، فإنها نادراً ما تحافظ على أي تفاصيل شكليّة دقيقة أو تشريحيّة للخليّة. بعد الموت، تدخل الرواسب وتشكّل مجموعة التجويف المركزيّ للساق.

1. التكوين المينيرالي: يمكن أن توفّر هذه الطريقة التفاصيل المورفولوجيّة الدقيقة للغاية، وقد أثبتت أهميّة خاصّة في دراسة الهياكل الإنجابيّة التي يمكن أن تكون مشوّهة بشدّة بسبب الالتصاقات. ومع ذلك، نادراً ما تكون هذه الحفريات كبيرة الحجم لأنها تتشكّل في عقيدات معدنيّة.

1. قلم الفحم: عادةً ما تدمّر الحرائق الأنسجة النباتيّة، ولكن في بعض الأحيان يمكن للبقايا التي تحتوي على الفحم الحفاظ على تفاصيل مورفولوجيّة دقيقة تضيع عادةً في الأنماط الأخرى للحفظ؛ تمّ الحفاظ على بعض من أفضل الأدلّة على الزهور في وقت مبكّر في أقلام الفحم. أحافير أقلام الفحم حسّاسة للغاية وصغيرة في كثير من الأحيان، ولكن بسبب طفوها يمكن أن تنجرف في معظم الأحيان لمسافات طويلة، وبالتالي يمكن أن توفّر أدلّة على الغطاء النباتي بعيداً جداً عن مناطق الترسيب.

### الأصناف الأحفوريّة
تمثّل أحافير النبات دائماً الأجزاء المفكّكة من النباتات؛ نادراً ما يتم الحفاظ على النباتات العشبيّة الصغيرة كلّها. هذه الأمثلة القليلة من أحافير النباتات التي يبدو أنّها بقايا نباتات كاملة في الواقع غير مكتملة لأن الأنسجة الخلويّة الداخليّة والتفاصيل الدقيقة تُفقد عادةً أثناء الحفر. بمكن الحفاظ على بقايا النباتات بعدّة طرق، كل منها يكشف عن ميّزات مختلفة للنبات الأصلي.
بسبب هذه الصعوبات، عادةً ما يعيّن علماء الأحياء القديمة أسماء تصنيفيّة مختلفة لأجزاء مختلفة من النبات في أنماط مختلفة من الحفظ. على سبيل المثال، في السراخس الكنباثية شبه الشجرية الباليوزية، قد يتم سند انطباع الورقة إلى جنس الحلقيّات.